# Elizaveta Ersberg
Elizaveta Ersberg, född 1882, död 1942, var en rysk hovfunktionär. Hon var tjänsteflicka till tsaritsan Alexandra Fjodorovna. 
Hon var dotter till Nikolai Ersberg, en eldare i Vinterpalatset, och valdes ut till att ingå i den nya tsaritsans tjänarstab i Alexanderpalatset år 1898. Hon bodde i rummet bredvid Alexandra Tegleva och tillhörde de närmsta tjänarna runt tsarfamiljen: hon städa tsarbarnens egna rum, lade fram deras kläder och lärde döttrarna att sy, och följde med dem i sviten då de flyttade mellan olika palats. 
Efter ryska revolutionen tillhörde hon de medlemmar av personalen som följde med tsarfamiljen då de fördes till Tobolsk i augusti 1917. 
I april 1918 fördes tsarparet och deras dotter Maria separat till Ipatievhuset i Jekaterinburg. 
Hon stannade initialt kvar med de återstående tsarbarnen. Anna Demidova instruerade då Alexandra Tegleva, Elizaveta Ersberg och kammarjungfrun Maria Gustavna Tutelberg att sy in familjens smycken och juveler i flickornas kläder. 
När de återstående tsarbarnen fördes till Ipatievhuset i Jekaterinburg i maj, tilläts hon inte följa med dem. Tillsammans med flera andra medlemmar av personalen, bland dem Pierre Gilliard, Charles Sydney Gibbes och Sophie von Buxhoeveden, levde hon länge i en gammal tågkupé i Jekaterinburg. 
Sedan vita armén hade erövrat Jekaterinburg under det ryska inbördeskriget, blev hon förhörd om tsarfamiljens sista tid. Hon deltog också i vita arméns misslyckade försök att hitta tsarfamiljens grav. Elizaveta Ersberg fick en pension av änketsaritsan Maria Fjodorovna och bodde en tid i Schweiz. I oktober 1928 avled Maria Fjodorovna, och i november samma år fick hon tillstånd att återvända till Ryssland tack vare en ansökan från hennes bror. Efter sin återkomst kallades hon inför tjekan och förbjöds att föra vidare någon information om tsarfamiljen. Hon levde sedan med sina systrar i Leningrad. Hon avled av svält under belägringen av Leningrad.